# Districtul Chiang Muan
Chiang Muan (în thailandeză เชียงม่วน) este un district (Amphoe) din provincia Phayao, Thailanda, cu o populație de 19.122 de locuitori și o suprafață de 722,860 km².

## Componență
Districtul este subdivizat în 3 subdistricte (tambon), care sunt subdivizate în 34 de sate (muban).
| Nr. | Nume        | În thailandeză | Sate | Locuitori |  |
| --- | ----------- | -------------- | ---- | --------- |  |
| 1.  | Chiang Muan | เชียงม่วน        | 10   | 7,261     |  |
| 2.  | Ban Mang    | บ้านมาง         | 11   | 5,929     |  |
| 3.  | Sa          | สระ            | 13   | 6,352     |  |